# Lycoris Recoil
Lycoris Recoil (リコリス・リコイル, Rikorisu Rikoiru) é uma série de anime japonesa produzida pela A-1 Pictures. A série estreou em 2 de julho de 2022.

## Personagens
Chisato Nishikigi (錦木 千束, Nishikigi Chisato)
Voz de: Chika Anzai
Takina Inoue (井ノ上 たきな, Inoue Takina)
Voz de: Shion Wakayama
Mizuki Nakahara (中原 ミズキ, Nakahara Mizuki)
Voz de: Ami Koshimizu
Kurumi (クルミ)
Voz de: Misaki Kuno
Mika (ミカ)
Voz de: Kosuke Sakaki

## Produção e lançamento
A série foi anunciada em dezembro de 2021. É produzida pela A-1 Pictures e dirigida por Shingo Adachi. Apresenta uma história original de Asaura, desenhos de personagens de Imigimuru e música composta por Shūhei Mutsuki. A música tema de encerramento é "Hana no Tō" (花の塔, "Flower Tower")  de Sayuri. Estreou em 2 de julho de 2022 na Tokyo MX, GYT, GTV e BS11. Também foi anunciada a transmissão no Sudeste Asiático pela Aniplus Asia.